# 세계 정보 서비스 산업 기구

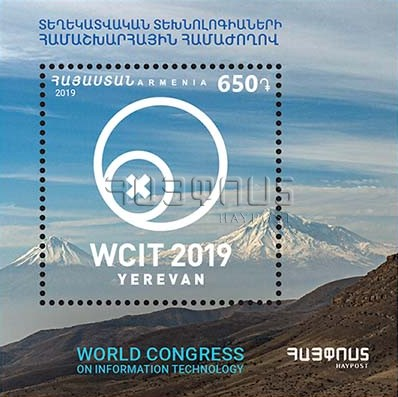

세계 정보 서비스 산업 기구(World Information Technology and Services Alliance, WITSA)는 전 세계 정보통신기술(ICT)의 협회 컨소시엄이다. 이 단체는 글로벌 멤버십을 통해 전 세계 ICT 시장의 90% 이상을 대표하며 ICT 산업의 성장과 개발을 앞당기는 것을 목표로 한다. WITSA는 1978년 세계 컴퓨팅 서비스 산업 협회(World Computing Services Industry Association)라는 이름으로 설립되었으며 전 세계 정보 인프라에 영향을 미치는 국제적 공공 정책의 지지에 참여한다.
WITSA는 84개 이상의 국가에서 IT 산업 협회를 대표한다. WITSA의 모토는 "디지털 시대의 약속을 충족하는 것"이다.

## 같이 보기
- 정보통신기술
- 정보기술